# Championnat national de tennis des États-Unis 1907
Pour un article plus général, voir US Open de tennis.
Résultats détaillés de l’édition 1907 du championnat de tennis US National qui est disputée du 26 juin au 2 juillet 1907.

## Palmarès
| Tableau          | Vainqueurs                    | Vainqueurs | Score         | Finalistes                   | Finalistes |
| ---------------- | ----------------------------- | ---------- | ------------- | ---------------------------- | ---------- |
| Simple dames     | Evelyn Sears                  | États-Unis | 6-3, 6-2      | Carrie Neely                 | États-Unis |
| Simple messieurs | William Larned                | États-Unis | Forfait       | William Clothier             | États-Unis |
| Double dames     | Marie Wimer Carrie Neely      | États-Unis | 6-1, 2-6, 6-4 | Edna Wildey Natalie Widley   | États-Unis |
| Double messieurs | Fred Alexander Harold Hackett | États-Unis | 6-2 6-1 6-1   | Nat Thornton B. Grant        | États-Unis |
| Double mixte     | May Sayers Wallace F. Johnson | États-Unis | 6-1, 7-5      | Natalie Widley Morris Tilden | États-Unis |

## Simple dames
|  |              |  |   |   |  |
|  | Finale       |  |   |   |  |
|  |              |  |   |   |  |
|  |              |  |   |   |  |
|  | Evelyn Sears |  | 6 | 6 |  |
|  | Evelyn Sears |  | 6 | 6 |  |
|  | Carrie Neely |  | 3 | 2 |  |

## Double dames
|  |                            |  |   |   |   |
|  | Finale                     |  |   |   |   |
|  |                            |  |   |   |   |
|  |                            |  |   |   |   |
|  | Marie Wimer Carrie Neely   |  | 6 | 2 | 6 |
|  | Marie Wimer Carrie Neely   |  | 6 | 2 | 6 |
|  | Edna Wildey Natalie Widley |  | 1 | 6 | 4 |

## Double mixte
|  |                               |  |   |   |  |
|  | Finale                        |  |   |   |  |
|  |                               |  |   |   |  |
|  |                               |  |   |   |  |
|  | May Sayers Wallace F. Johnson |  | 6 | 7 |  |
|  | May Sayers Wallace F. Johnson |  | 6 | 7 |  |
|  | Natalie Widley Morris Tilden  |  | 1 | 5 |  |